# Pullman Bus
Empresa de Transporte Pullman, známější jako Pullman Bus, je jednou z největších společností pozemní dopravy v Chile, působí v oblasti přepravy nákladu, cestujících a logistiky. Vznikla 9. dubna 1940 a zpočátku provozovala linku mezi městy Cartagena a San Antonio ve středním Chile, kterou obsluhovaly tři autobusy značky Ford z roku 1940 a tři Chevrolety z roku 1934. Velký růst započal rokem 1970, kdy byl zahájen provoz na trase mezi San Antoniem a Santiagem, a počínaje rokem 1974 začala společnost jezdit do různých měst na severu země. V pozdějších letech začala společnost provozovat také linky na jih země, které převážně přebírala od zaniklých dopravců. Od roku 2010 provozuje spojení do Limy v sousedním Peru.